# Free Cinema

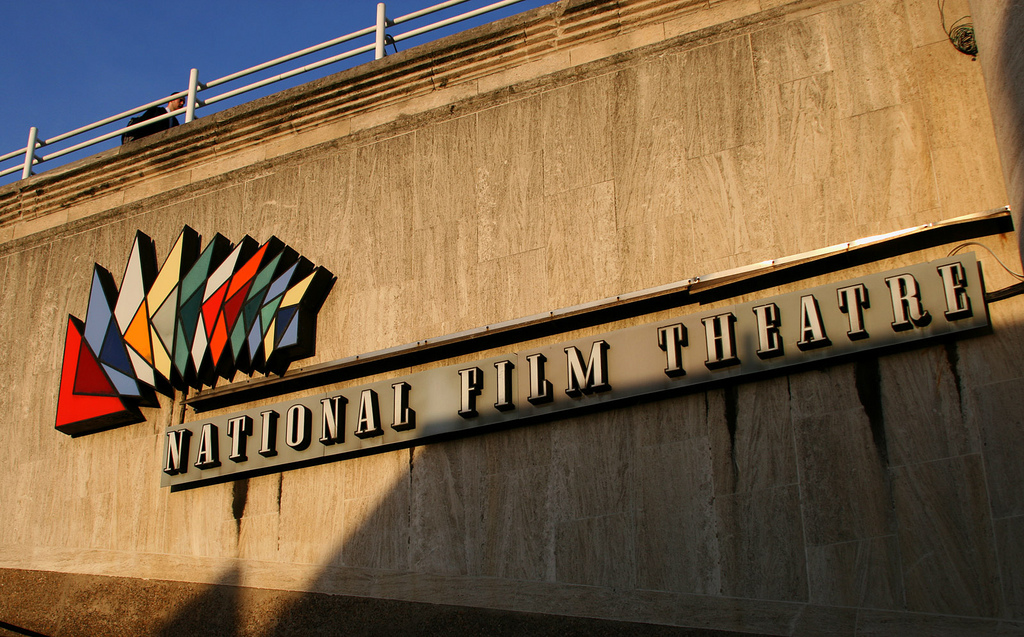
Logo des National Film Theatre

Free Cinema ist eine Bewegung in der britischen Filmkultur, die Mitte der 1950er Jahre ihren Anfang nahm und durch ihre stark dokumentarische Qualität geprägt ist. Die Filme des Free Cinema zeigen die Lebensverhältnisse der Arbeiterklasse in ungeschönten Bildern. Die dokumentarische Arbeit von Regisseuren wie Tony Richardson, Lindsay Anderson und Karel Reisz mündete in Kollaborationen mit Schriftstellern der Generation der Angry Young Men und damit zu den Spielfilmen der British New Wave, in vieler Hinsicht dem Gegenstück zur französischen Nouvelle Vague.

## Geschichte
Von 1956 bis 1959 wurden im National Film Theatre unter dem Titel Free Cinema sechs Filmprogramme aufgeführt. Unter den Regisseuren der gezeigten Filme waren unter anderem Tony Richardson, Lindsay Anderson und Karel Reisz; Filmemacher, die ihre Wurzeln zum Teil in der Filmkritik hatten, unter anderem als Mitarbeiter von Sight & Sound und dem kurzlebigen, links positionierten Filmmagazin Sequence. Anderson manifestierte 1956 in Sight & Sound mit dem Artikel „Stand up! Stand up!“ die theoretischen Gemeinsamkeiten der Regisseure, prangerte den realitätsfernen britischen Nachkriegsfilm an und forderte ein sozial engagiertes Kino, das seine Wirkung über seine Themen statt über eine Hochglanzfotografie entfalten sollte.
Richardsons Kurzfilm Momma Don't Allow (1955) zeigte das Leben junger Erwachsener zwischen eintöniger Fabrikarbeit und Vergnügungssucht am Wochenende. Anderson zeigte in O Dreamland (1953) die eskapistischen Bemühungen von Menschen in einem Freizeitpark, eröffnete in Thursday’s Children (1954) einen optimistischen Blick auf die Lebensfreude von Schülern einer Taubstummenschule und positionierte sich in March to Aldermaston (1960) eindeutig politisch, indem er sich, so Gregor und Patalas, zum „Sprecher der Antiatombewegung“ machte. In Every Day Except Christmas (1957) porträtierte er die Arbeitsbedingungen auf dem Londoner Covent Garden Market. Reisz gab in We Are the Lambeth Boys (1958) Einblicke in die jugendliche Subkultur der Hauptstadt. 
Die Filmemacher des Free Cinema versuchten, ihre Filme unabhängig zu produzieren und zu finanzieren. Richardson gründete zusammen mit dem Schriftsteller John Osborne die Produktionsfirma Woodfall, von der die meisten Filme des Free Cinema finanziert wurden, gemeinsam mit dem Experimental Fund des British Film Institute und einzelnen Sponsoren, unter anderem der Firma Ford. Etwas außerhalb des Free Cinema stand John Schlesinger, der seine Kurzfilme The Innocent Eye (1958) und Terminus (1960) als Auftragsarbeiten für das Fernsehen produzierte.

## Motive und Merkmale
Beeinflusst wurde das Free Cinema von der Tradition der britischen Dokumentarfilmbewegung und den Filmen von Humphrey Jennings, spiegelte aber statt einer propagandistischen Intention die Realität der 1950er Jahre wider. Die Themen des Free Cinema bezogen sich auf das Klima der konservativen Restauration der Zeit und resultieren aus der Lebenswelt der Porträtierten: gesellschaftliche Ausbeutung, beengte Wohnverhältnisse, Generationenkonflikte und Beziehungsprobleme.  Stilistisch kennzeichnend für die Werke des Free Cinema sind die Arbeit an realen Drehorten, die Minimierung oder der Verzicht auf künstliche Ausleuchtung und lange, ungeschnittene Sequenzen. Die Filmemacher wollten sich dadurch vom Unterhaltungskino abheben und ihre Filme betont offen, realistisch und politisch gestalten. Der sozialkritische Ansatz wandte sich an ein proletarisches Publikum, dem die Probleme der eigenen Lebenssituation vor Augen geführt werden sollte. Dazu gehörten auch die stark umgangssprachlichen Dialoge.

## Nachwirkung
Die Regisseure des Free Cinema übertrugen die Ideale und Prinzipien ihrer Dokumentarfilme auf ihre ersten Spielfilme. So gilt Jack Claytons Der Weg nach oben (1958), die Verfilmung eines Romans von John Braine, als erster Spielfilm der British New Wave. Es folgten Reisz mit Samstagnacht bis Sonntagmorgen (1960), Richardson mit Bitterer Honig (1961) und Anderson mit Lockender Lorbeer (1962). Zeitgenössische Literaten arbeiteten mit den Filmemachern zusammen, zum Beispiel Alan Sillitoe mit Richardson in Die Einsamkeit des Langstreckenläufers (1962) oder John Osborne mit demselben Regisseur in Blick zurück im Zorn (1959).